# Pribeník

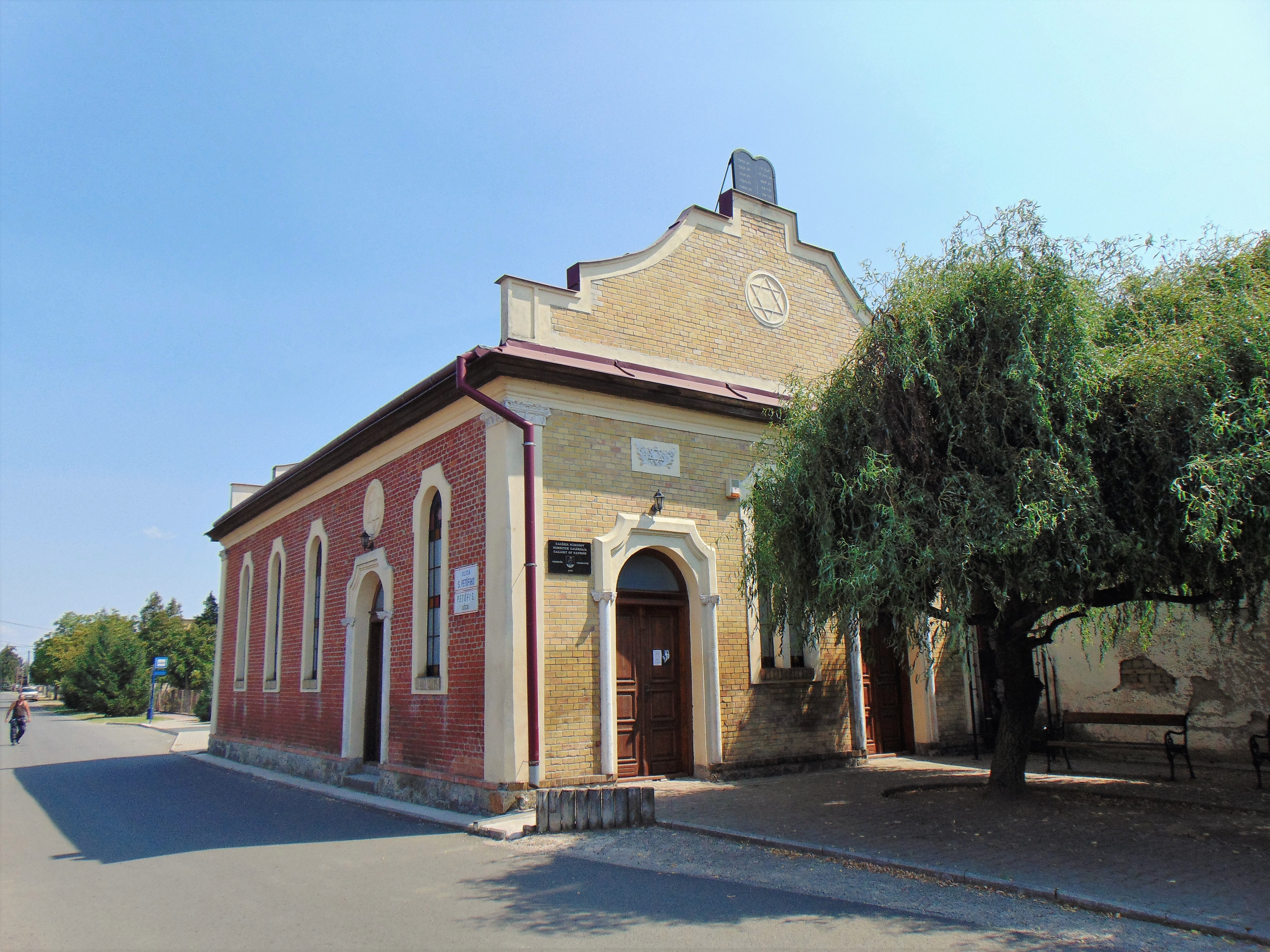
Dawna synagoga, obecnie Galeria Narodów

Pribeník (węg. Perbenyik) – wieś (obec) na Słowacji położona w kraju koszyckim, w powiecie Trebišov. Pierwsze wzmianki o miejscowości pochodzą z 1323 roku. 
Według danych z dnia 31 grudnia 2012 roku, wieś zamieszkiwały 1032 osoby, w tym 534 kobiety i 498 mężczyzn.
W 2001 roku rozkład populacji względem narodowości i przynależności etnicznej wyglądał następująco:
- Słowacy – 18,27%
- Czesi – 0,33%
- Romowie – 0,98%
- Rusini – 0,22%
- Ukraińcy – 0,11%
- Węgrzy – 78,88%

Ze względu na wyznawaną religię struktura mieszkańców kształtowała się w 2001 roku następująco:
- Katolicy rzymscy – 34,46%
- Grekokatolicy – 28,12%
- Ewangelicy – 1,53%
- Prawosławni – 0,66%
- Ateiści – 0,88%
- Nie podano – 1,53%